# Laura gerardiae
Laura gerardiae is een kreeftachtigensoort uit de familie van de Lauridae. De wetenschappelijke naam van de soort is voor het eerst geldig gepubliceerd in 1865 door Lacaze-Duthiers.